# Deceived
Deceived is een Amerikaanse thriller uit 1991 onder regie van Damian Harris.

## Verhaal
Restaurator Adrienne Saunders (Goldie Hawn) ontmoet op haar werk in New York museumconservator Jack Saunders (John Heard). Het klikt meteen zo goed dat ze uiteindelijk trouwen en een tijd later alweer de vijfde verjaardag van hun dochtertje Mary (Ashley Peldon) vieren. Wanneer ze als echtpaar een feestavond van het museum bezoeken, zoekt Adrienne een rustige ruimte op om naar de oppas van Mary te bellen, maar vindt de vermoorde museummedewerker Tomasz (Jan Rubes). Hij lijkt zichzelf te hebben opgehangen. Adrienne kan zich dat moeilijk voorstellen omdat hij het alarm van zijn horloge had ingesteld, zodat hij op tijd pillen voor zijn hartaandoening in zou nemen.
Jack komt op een middag overstuur thuis. Een ketting uit het Oude Egypte die hij ooit voor $4.500.000,- kocht, blijkt een vervalsing van $10.000,- te zijn. Zijn carrière loopt hierdoor gevaar, maar hij weet zeker dat de ketting die hij kocht echt was. 's Avonds wordt hij thuis gebeld. Hij legt Adrienne uit dat hij voor zijn werk naar Boston moet en niet in de positie is om te weigeren. Wanneer ze de volgende dag haar compagnon Charlotte (Robin Bartlett) treft om een klus in Manhattan te bekijken, denkt die niettemin dat ze Jack net nog daar heeft zien lopen. Vervolgens krijgt ze een telefoontje van de verkoopster van een lingeriewinkel in New York. Jack heeft zijn creditcard daar laten liggen, terwijl zij dacht dat hij het onderjurkje dat hij haar cadeau deed uit Boston had meegenomen. In zijn jasje vindt ze een kaartje van het New Yorkse Chesterfield Hotel en ook het kaartje van Daniel Sherman, dezelfde naam als die van de man die volgens haar collega Harvey Schwartz (Tom Irwin) de maker van de vervalste Egyptische ketting is gebleken. Adrienne confronteert Jack met haar bevindingen. Hij is beledigd en zegt dat hij de jurk in New York kocht nadat hij terug was gevlogen uit Boston en dat hij op zijn werk honderden kaartjes krijgt. Hij stapt in de auto en rijdt weg. Na iemand opgepikt te hebben, rijdt hij de auto wild te pletter. Een verdrietige Adrienne moet hem identificeren aan de hand van zijn gevonden bezittingen, zoals zijn trouwring.
Adrienne ligt terneergeslagen thuis op de bank wanneer de uitvaartverzekering van Jack belt om te vragen of ze langs kan komen. De man met wie ze getrouwd was, kan namelijk niet de Jack Saunders zijn geweest waarvoor jaren premie is betaald, omdat die al zestien jaar dood is. Adrienne gaat kijken in het krantenarchief. Een artikel van zestien jaar geleden gaat inderdaad over de in een vliegtuigongeluk omgekomen Jack Saunders, die wel iets weg had van haar man. Thuis ziet ze die Jack Saunders ook op een foto staan met de man met wie ze getrouwd was. Middels een jaarboek van Saunders' middelbare school, komt ze erachter dat ze niet met Jack Saunders maar met zijn klasgenoot Frank Sullivan getrouwd was.
Adrienne vindt het adres van Saunders' zus Evelyn (Amy Wright) en gaat met haar praten. Zij herinnert zich Frank als Jacks beste vriend. Ze waren altijd samen, maar na Jacks dood verdween Frank spoorloos uit haar leven. Adrienne gaat 's middags met Mary de stad in. Wanneer ze thuiskomt, is heel het huis overhoop gehaald en ligt huishoudster Lillian (Francesca Buller) bewusteloos in de badkamer. Zonder dat Adrienne dat weet, was iemand was op zoek naar de echte Oud-Egyptische ketting. Lillian vond die tijdens het opruimen onder een schoenenrekje en legde die in Adriennes juwelenkistje. De inbreker heeft hem daar alleen niet kunnen vinden omdat Mary hem gepakt had om mee te spelen. Wanneer Adrienne op haar werk komt, vertelt haar secretaresse dat er iemand gebeld heeft of ze naar het huis van Mrs. Sullivan (Laura Hawn' wil komen, Franks moeder. Daar treft ze vervolgens niet de vrouw aan, maar de springlevende Frank. Hij vertelt dat hij zijn dood in scène zette om te ontkomen aan vervalser Daniel Sherman. Frank leefde al jaren als Jack Saunders, die hij gedurende hun jaren van vriendschap tot in de details leerde kennen. Frank had zelf geen geld voor een goede opleiding, maar Jack was een topstudent en hielp hem alles te leren wat hij moest weten van de kunstwereld. Sherman herkende hem niettemin uit hun jeugd als Frank. Hij chanteerde hem met als dreigement dat hij zijn echte identiteit zou onthullen en liet hem in het museum echte stukken omruilen voor vervalsingen. Frank zag zijn 'dood' als de enige manier om aan Sherman te ontkomen zonder dat Mary of Adrienne gevaar zouden lopen, zegt hij. Sherman zou nu alsnog achter Adrienne en Mary aanzitten om aan de echte ketting te komen. Frank heeft daarom onthuld dat hij nog leeft omdat ze hem aan de ketting moeten helpen.
Adrienne gaat weg om na te denken. Frank verlaat het huis ook, maar niet voordat hij nog een blik werpt op Mrs. Sullivan, die hij heeft vermoord door haar met een plastic zak over haar hoofd te verstikken. Alles wat hij Adrienne vertelde, was gelogen. Zij kan de ketting thuis nergens vinden, maar vindt wel een identificatiekaartje in een jasje van Frank. Zijn foto staat erop, maar met de naam Daniel Sherman eronder. Ze realiseert zich dat 'hij' niet meer is dan nog een alias van Frank. Frank blijkt bovendien getrouwd met een andere vrouw, die niets van zijn praktijken of Adrienne weet. In een fotoboek bij haar thuis zit een foto van Mary. Frank heeft haar verteld dat dit een foto van zijn jong overleden zusje is. Hij belt Adrienne vervolgens op en weet dat hij haar doorheeft. Daarom heeft hij Mary van school gehaald en meegenomen. Adrienne kan haar komen ruilen voor de ketting. Ze gaat met het sieraad op weg naar een opslagplaats om hem daar aan Frank te geven. Hij heeft Mary in zijn auto laten zitten. Adrienne vertrouwt hem niet, steekt hem met een mes en slaat op de vlucht. Wanneer ze geen kant meer opkan, verstopt ze zich in het donker achter een liftschacht. Frank ziet haar daar zitten. Adrienne steekt haar hand uit waarin ze de ketting vasthoudt. Frank stapt naar voren om die te pakken, maar ziet de schacht niet. Daardoor stapt hij het gat in en slaat hij verdiepingen lager te pletter.

## Rolverdeling
| Acteur             | Personage                    |
| ------------------ | ---------------------------- |
| Goldie Hawn        | Adrienne Saunders            |
| John Heard         | Jack Saunders/Frank Sullivan |
| Robin Bartlett     | Charlotte                    |
| Ashley Peldon      | Mary Saunders                |
| Maia Filar         | Carol Gingold                |
| Tom Irwin          | Harvey Schwartz              |
| Jan Rubes          | Tomasz                       |
| Anais Granofsky    | Ellen                        |
| Heidi von Palleske | Mrs. Peabody                 |
| Stanley Anderson   | Det. Kinsella                |
| Peter Stevens      | Ron                          |
| Eve Crawford       | Jean                         |
| Stephen Hunter     | Tony                         |
| Francesca Buller   | Lillian                      |
| Brenda Kamino      | Mrs. Dagosa                  |
| Lawrence Nakamura  | Mr. Dagosa                   |
| Amy Wright         | Evelyn                       |
| Kate Reid          | Rosalie                      |
| Mary Kane          | Cathy                        |
| Ann McDonough      | Mrs. Gingold                 |
| Michael Countryman | Mr. Gingold                  |